# U-21-Fußball-Afrikameisterschaft 1993
Die U-21-Fußball-Afrikameisterschaft 1993 war die achte Auflage des vom Afrikanischen Fußballverband (CAF) organisierten Turniers für Junioren-Fußball-Nationalmannschaften (U-21) Afrikas. Das Turnier wurde vom 30. Januar bis 10. Februar 1993 in Mauritius ausgetragen. Sieger wurde Ghana durch einen 2:0-Sieg gegen Kamerun. Die beiden Finalisten qualifizierten sich für die Junioren-Weltmeisterschaft 1993 in Australien.

## Teilnehmer
Die folgenden Mannschaften qualifizierten sich für die Endrunde:
- Ägypten (Titelverteidiger)
- Äthiopien
- Ghana
- Kamerun
- Marokko
- Mauritius (Gastgeber)
- Nigeria
- Senegal

## Modus
Die Mannschaften spielten zunächst eine Vorrunde in zwei Gruppen mit je vier Mannschaften. Die beiden Erstplatzierten jeder Gruppe qualifizierten sich für das Halbfinale. Dort wurde bei Gleichstand eine Verlängerung und ggf. ein Elfmeterschießen ausgetragen.

## Gruppe A
| Pl. | Verein    | Sp. | S | U | N | Tore    | Diff. | Punkte |
| --- | --------- | --- | - | - | - | ------- | ----- | ------ |
| 1.  | Kamerun   | 3   | 2 | 0 | 1 | 004:200 | +2    | 04:20  |
| 2.  | Ghana     | 3   | 2 | 0 | 1 | 002:200 | ±0    | 04:20  |
| 3.  | Nigeria   | 3   | 1 | 0 | 2 | 002:200 | ±0    | 02:40  |
| 4.  | Mauritius | 3   | 1 | 0 | 2 | 002:400 | −2    | 02:40  |

## Gruppe B
| Pl. | Verein    | Sp. | S | U | N | Tore    | Diff. | Punkte |
| --- | --------- | --- | - | - | - | ------- | ----- | ------ |
| 1.  | Ägypten   | 3   | 2 | 1 | 0 | 005:100 | +4    | 05:10  |
| 2.  | Äthiopien | 3   | 2 | 0 | 1 | 005:300 | +2    | 04:20  |
| 3.  | Marokko   | 3   | 1 | 0 | 2 | 004:600 | −2    | 02:40  |
| 4.  | Senegal   | 3   | 0 | 1 | 2 | 001:500 | −4    | 01:50  |

## Halbfinale
|                 |   |           |           |
| 7. Februar 1993 |   |           |           |
| Kamerun         | – | Äthiopien | 5:0       |
| 7. Februar 1993 |   |           |           |
| Ägypten         | – | Ghana     | 1:3 n. V. |

## Spiel um den dritten Platz
|                 |   |           |     |
| 9. Februar 1993 |   |           |     |
| Ägypten         | – | Äthiopien | 3:0 |

## Finale
|                  |   |         |     |
| 10. Februar 1993 |   |         |     |
| Ghana            | – | Kamerun | 2:0 |

## Weltmeisterschaft
Ghana und Kamerun qualifizierten sich für die Junioren-Weltmeisterschaft 1993 in Australien. Dort erreichte Ghana in seiner Vorrunde hinter Uruguay und vor Deutschland sowie Portugal das Viertelfinale. Dort setzte sich der Afrikameister gegen Russland durch und zog nach einem weiteren Sieg gegen England ins Finale ein, unterlag dort Brasilien mit 1:2. Kamerun beendete die Vorrunde hinter Russland und Australien auf dem dritten Platz.